# Apolima-szoros
Az Apolima-szoros mintegy 13 km széles tengerszoros Szamoában, az ország két nagy szigetét, Upolut és Savai'i-t választja el. A szoroson keresztül kompjárat biztosítja a közlekedést, amelyet a Szamoai Hajózási Társaság (Samoa Shipping Corporation) üzemeltet. A hajójárat az Upolu nyugati végén elhelyezkedő, a Faleolo Nemzetközi Repülőtér közelében található Mulifanua falu kompkikötőjéből indul és nagyjából 60-90 perc utazási idő után érkezik meg Savai'i egyetlen városába, a sziget keleti csücskében fekvő Salelologába. A járat autókat is szállít a két szárazföld között, a jegy ára felnőtteknek  számára 12 $, gyermekeknek 6 $.
A szoros partjain nagyszámú tengeri madár fészkel, itt költ  többek között a barna noddi, a tündércsér, az álarcos csér, a fehérfarkú trópusimadár és a polinéziai viharfecske is.

## Az Apolima-szoros szigetei
Az Apolima-szorosban három apró sziget található: a lakott Apolima és Manono, valamint a lakatlan Nu'ulopa, amelyek Aiga-i-le-Tai közigazgatási körzethez tartoznak. A három sziget Manono, Apolima és Nuulopa Kultúrtáj  néven szerepel az UNESCO világörökségi javaslati listáján. Az indoklás szerint az Apolima-szoros szigetei kiemelkedő jelentőségűek egyedülálló hagyományaik és az őslakos szamoai kultúra megőrzése miatt. Az európai hódítás előtt Manono törzsfőnökei ellenőrizték a két nagy sziget, Upolu és Savai'i között zajló kereskedelmet és kapcsolatokat, és nagy befolyással bírtak mindkét sziget politikájára. A manonói főnökök nagy hadsereget tartottak fenn a szomszédos szövetséges vidékek lakosságából és Apolima szigetén építették fel központi erődítményüket. Kis méretük ellenére a szoros szigetei az egész szamoai szigetcsoport egyik politikai központjává váltak, ennek is köszönhető, hogy a Londoni Missziós Társaság is itt állította fel központját 1836-ban. A szigetek lakossága az európai hódítás után is megőrizte szamoai kultúráját és építészetét, ma is folytatják hagyományos növénytermesztési módszereiket, fennmaradtak népszokásaik és a falu hagyományos vezetőjének tekintélye továbbra is nagy a közösségben.

### Manono
A 3 négyzetkilométer kiterjedésű szigetet ültetvények borítják, legmagasabb pontja 80 méterrel emelkedik a tenger szintje fölé. A 889 fős lakosság 4 apró tengerparti faluban él.

### Apolima
A nehezen megközelíthető, Manonónál kisebb Apolimát veszélyes zátonyok veszik körül és a sziget meredek, sziklás partjai is nehezítik a partrajutást. Ennek ellenére már az európaiak érkezése előtt is lakott volt, jelenleg egy 75 fős közösség él rajta.

### Nu'ulopa
Az apró, erdővel borított sziklaszirt lakatlan, hagyományosan ide temetkeztek Manono törzsfőnökei. A sziget védelem alatt áll az itt élő repülőróka és teknőspopuláció miatt.

## Galéria

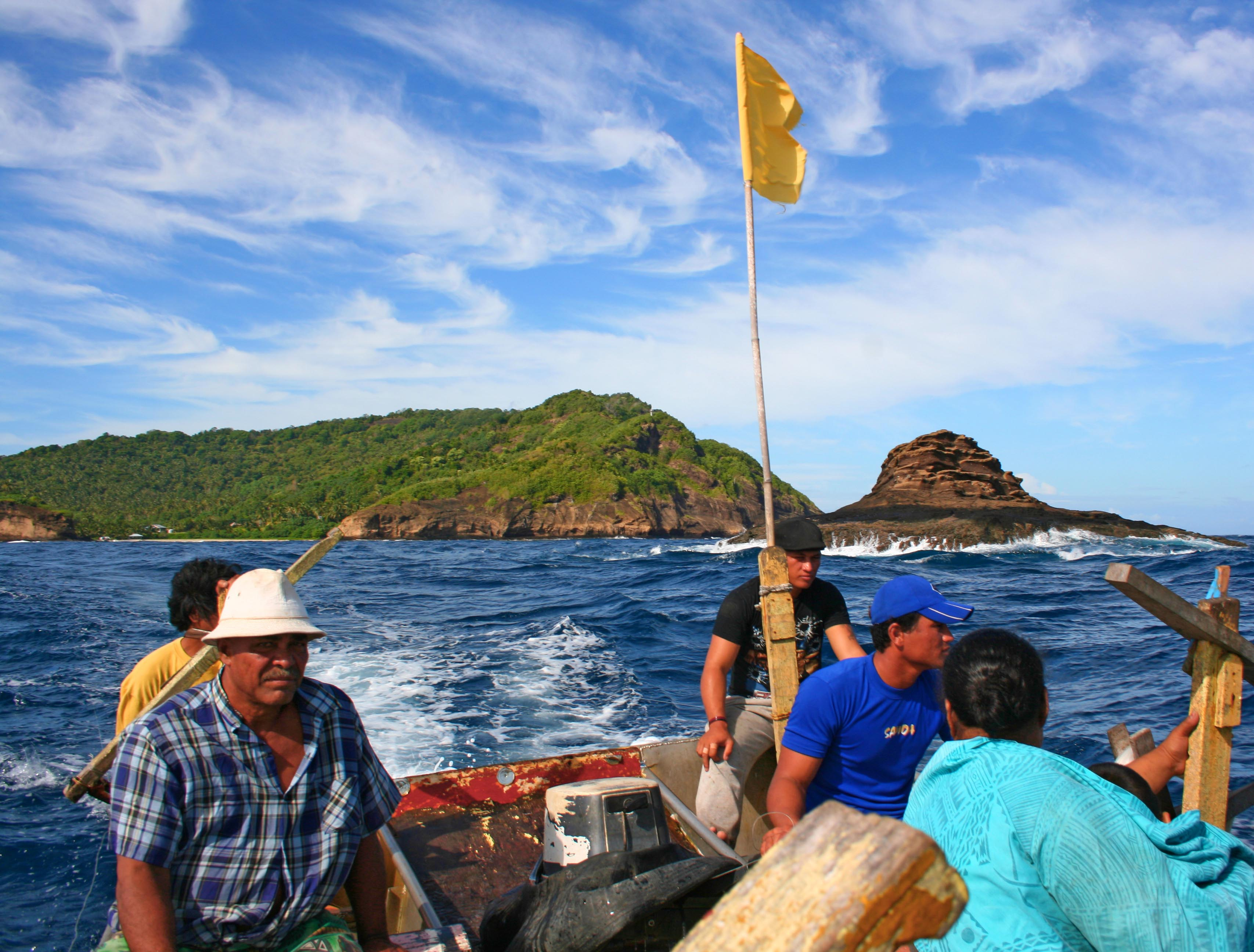
Az Apolima-szoros az azonos nevű szigetnél
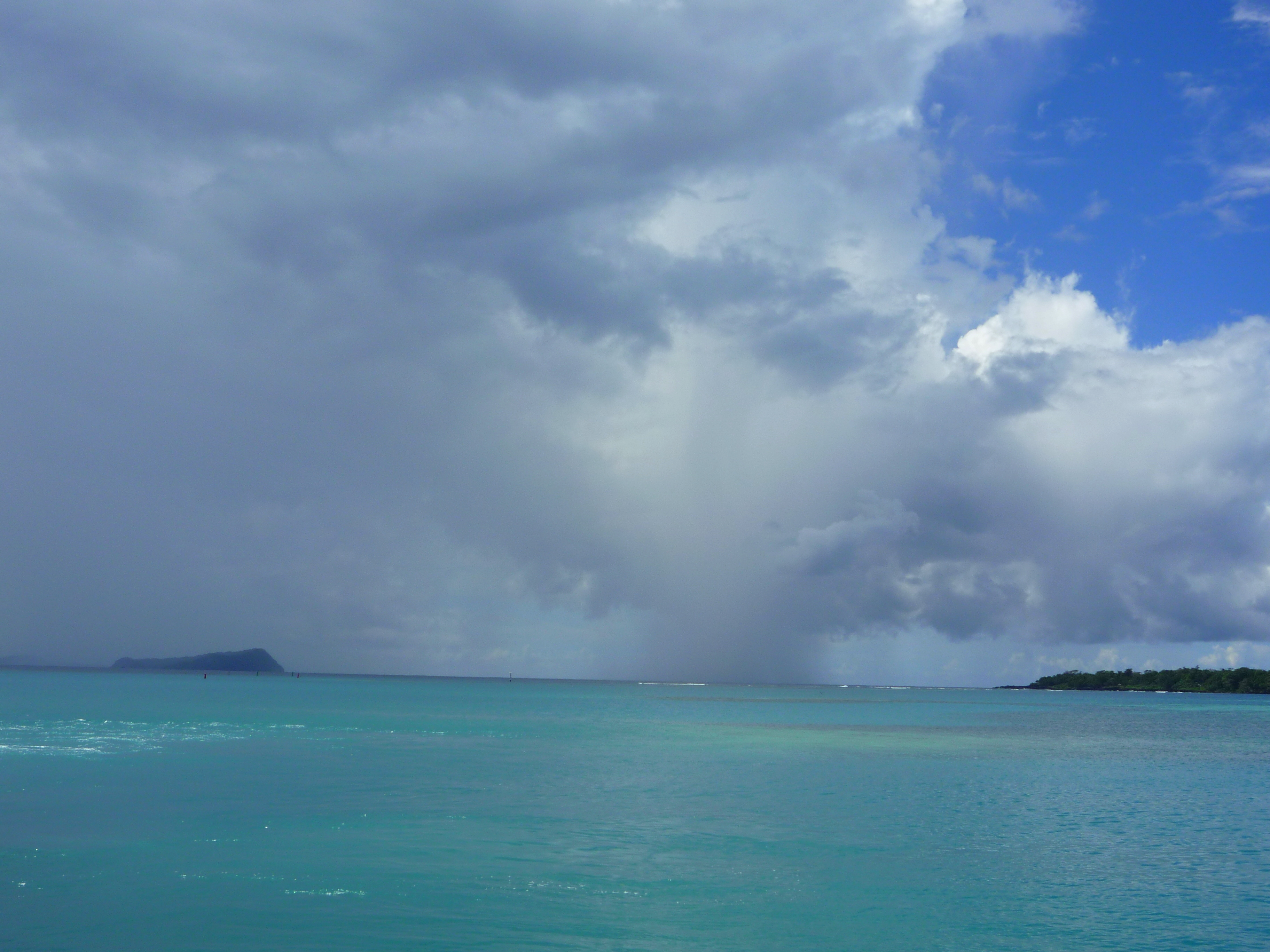
A szoros látványa a menetrendszerű kompjáratról
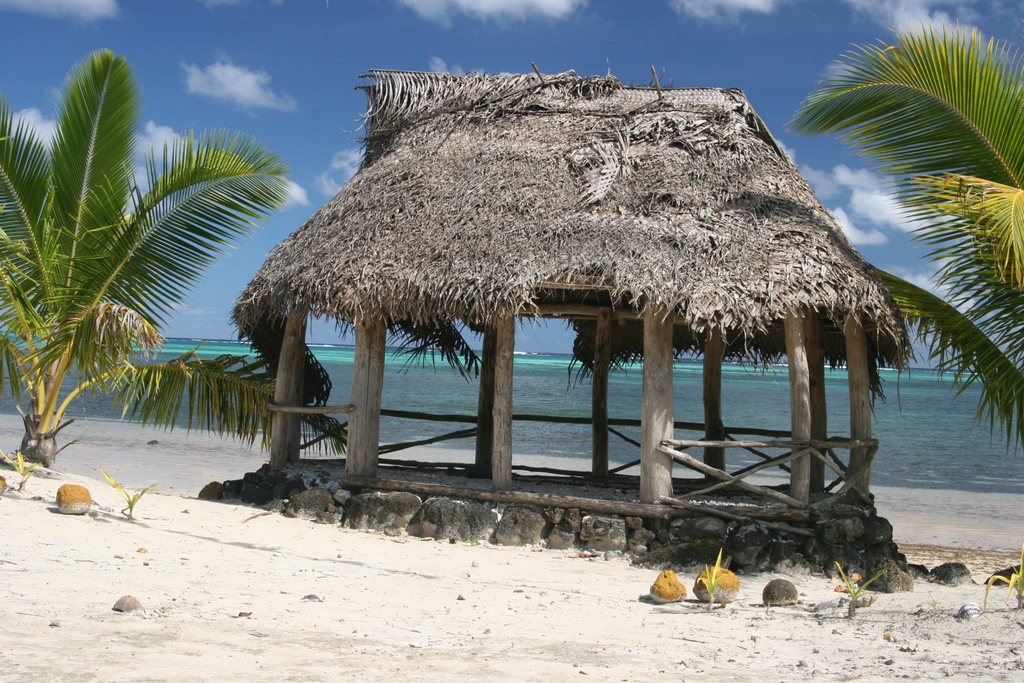
Fale kunyhó Manono-szigeten
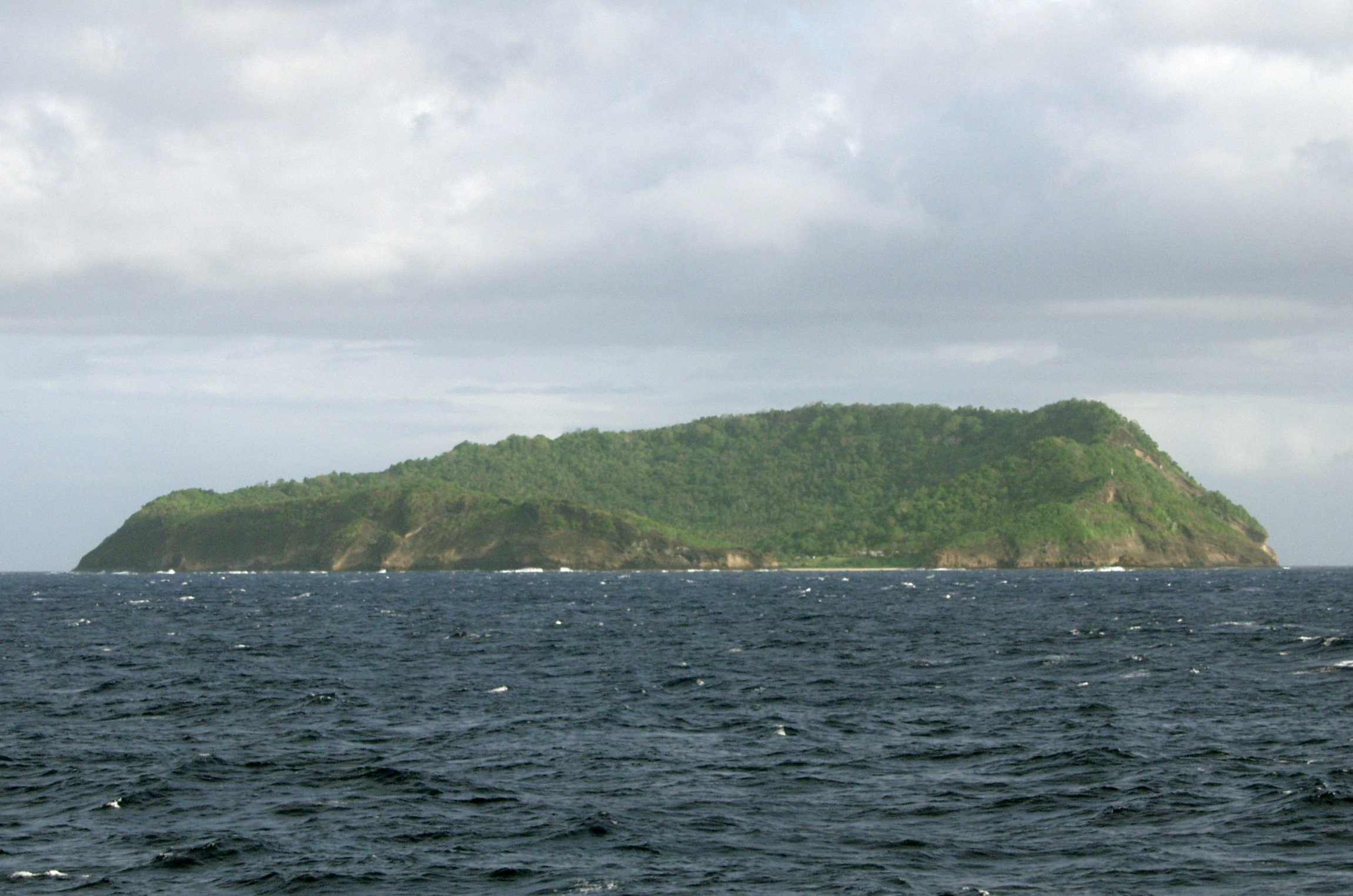
Apolima a tenger felől
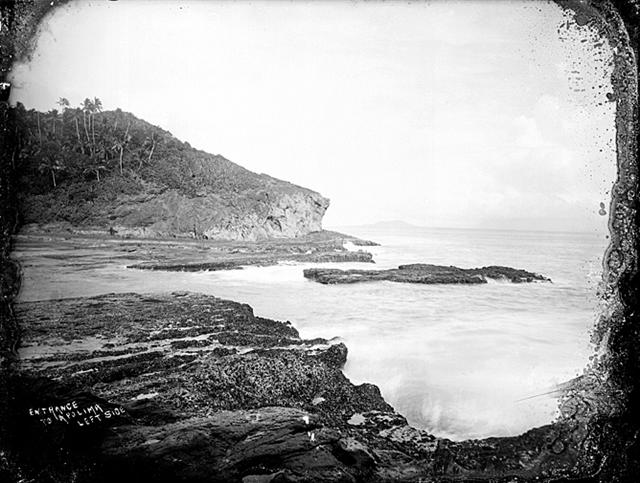
A szoros fényképe 1904-ből
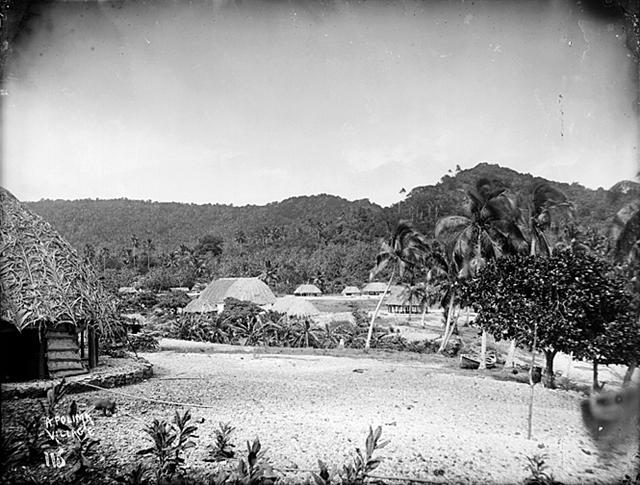
Apolima falu 1910-körül
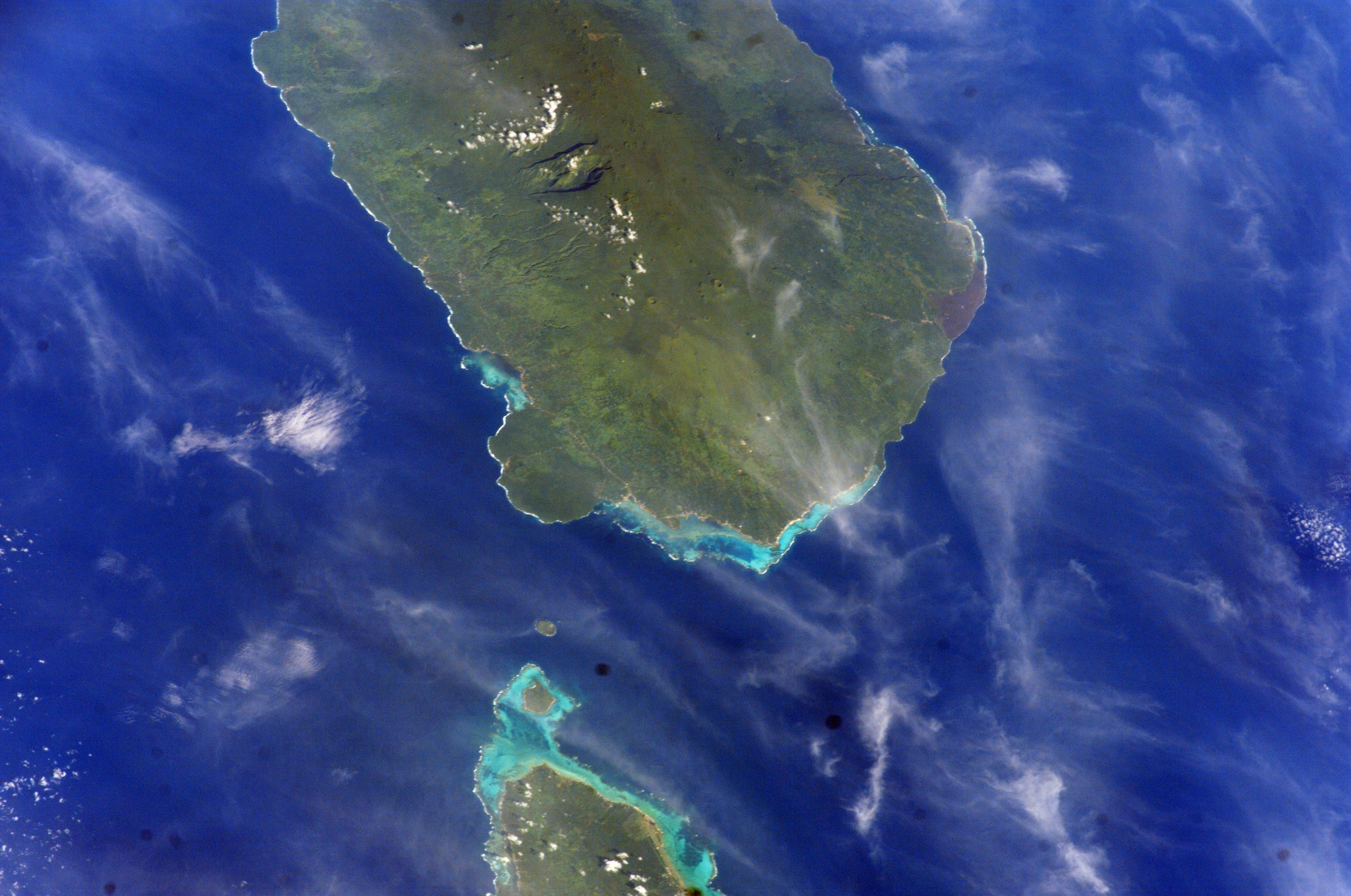
Műholdkép